# Patrik Mijić
Patrik Mijić (Slavonski Brod, 4 novembre 1998) è un calciatore croato, attaccante dell'Hartberg.

## Carriera
Mijić è cresciuto nel settore giovanile dello Željezničar Slavonski Brod ed ha iniziato la sua carriera professionistica con l'Oriolik Oriovac, dove ha debuttato in coppa di Croazia nella stagione 2019-2020.
Nel 2020 è stato acqusitato dal Međimurje dove ha giocato per sei mesi in seconda divisione prima di passare alla Dinamo Zagabria, che lo ha assegnato alla propria seconda squadra. Nel giugno del 2021 è stato acquistato dal Radnik Sesvete ma dopo il girone d'andata ha cambiato nuovamente squadra, firmando per gli austriaci del Dornbirn. Autore di 7 gol in 14 partite, il 5 luglio 2022 è stato acquistato dall'Horn dove ha trascorso per intero la stagione 2022-2023.
Il 14 luglio 2023 si è trasferito in Slovacchia al ViOn Z.M. dove ha trascorso una prima parte di stagione al di sotto delle aspettative riuscendo a segnare solamente in coppa nazionale. Nel mercato invernale del 2024 ha firmato con gli sloveni del Rogaška, dove ha realizzato 14 reti in 21 incontri vincendo la coppa di Slovenia.
Il 17 luglio 2024 ha fatto ritorno in Austria, dove ha firmato un triennale con l'Hartberg.

## Statistiche

### Presenze e reti nei club
Statistiche aggiornate all'11 novembre 2024.
| Stagione        | Squadra            | Campionato      | Campionato | Campionato | Coppe nazionali | Coppe nazionali | Coppe nazionali | Coppe continentali | Coppe continentali | Coppe continentali | Altre coppe | Altre coppe | Altre coppe | Totale | Totale | Totale |
| Stagione        | Squadra            | Comp            | Pres       | Reti       | Comp            | Pres            | Reti            | Comp               | Pres               | Reti               | Comp        | Pres        | Reti        | Pres   | Reti   |        |
| --------------- | ------------------ | --------------- | ---------- | ---------- | --------------- | --------------- | --------------- | ------------------ | ------------------ | ------------------ | ----------- | ----------- | ----------- | ------ | ------ | ------ |
| 2019-2020       | Oriolik Oriovac    | -               | -          | -          | CC              | 2               | 3               | -                  | -                  | -                  | -           | -           | -           | 2      | 3      |        |
| 2020-gen. 2021  | Međimurje          | 2.HNL           | 15         | 6          | CC              | 0               | 0               | -                  | -                  | -                  | -           | -           | -           | 15     | 6      |        |
| gen.-giu. 2021  | Dinamo Zagabria II | 2.HNL           | 15         | 3          | -               | -               | -               | -                  | -                  | -                  | -           | -           | -           | 15     | 3      |        |
| 2021-gen. 2022  | Radnik Sesvete     | 2.HNL           | 10         | 2          | CC              | 2               | 0               | -                  | -                  | -                  | -           | -           | -           | 12     | 2      |        |
| gen.-giu. 2022  | Dornbirn           | 2L              | 14         | 7          | CA              | 0               | 0               | -                  | -                  | -                  | -           | -           | -           | 14     | 7      |        |
| 2022-2023       | Horn               | 2L              | 26         | 7          | CA              | 3               | 1               | -                  | -                  | -                  | -           | -           | -           | 29     | 8      |        |
| 2023-gen. 2024  | ViOn Z.M.          | SL              | 14         | 0          | CS              | 2               | 3               | -                  | -                  | -                  | -           | -           | -           | 16     | 3      |        |
| gen.-giu. 2024  | Rogaška            | 1.SNL           | 17         | 11         | CS              | 4               | 3               | -                  | -                  | -                  | -           | -           | -           | 21     | 14     |        |
| 2024-2025       | Hartberg           | BL              | 12         | 6          | CA              | 3               | 5               | -                  | -                  | -                  | -           | -           | -           | 15     | 11     |        |
| Totale carriera | Totale carriera    | Totale carriera | 123        | 42         |                 | 16              | 15              |                    | -                  | -                  |             | -           | -           | 139    | 57     |        |

## Palmarès

### Club

#### Competizioni nazionali
- Coppa di Slovenia: 1

Rogaška: 2023-2024